# Xiphorhynchus erythropygius
El trepatroncos manchado (Xiphorhynchus erythropygius) es una especie de ave paseriforme de la familia Furnariidae, subfamilia Dendrocolaptinae, perteneciente al numeroso género Xiphorhynchus. Algunos autores sostienen que la presente se divide en más de una especie. Es nativa de México, América Central y del noroeste de Sudamérica.

## Nombres comunes
Aparte de trepatroncos manchado también se le denomina trepador manchado (en Costa Rica), trepatroncos punteado (en Ecuador), trepatroncos moteado (en México), trepador maculado (en Nicaragua) o trepatroncos manchado norteño (en caso de separación).

## Distribución y hábitat
Se distribuye desde el centro y sur de México, hacia el sureste, por Guatemala, Belice, Honduras, El Salvador, Nicaragua, Costa Rica, Panamá, hacia el sur por el oeste de Colombia, hasta el suroeste de Ecuador.
Esta especie es considerada bastante común en sus hábitats naturales: las selvas húmedas tanto de tierras bajas como de elevaciones. Las preferencias altitudinales varían geográficamente, con las poblaciones norteñas principalmente en selvas húmedas montanas, bosques nubosos, y bosques de Pinus y robles Quercus en altitudes mayores; las poblaciones sureñas también frecuentan selvas húmedas con árboles altos de tierras bajas tropicales. Parece preferir selvas densamente cubiertas con musgos y epífitas, no solamente en las montañas, pero también donde ocurre en tierras bajas; ha sido sugerido que se adapta mejor que Xiphorhynchus susurrans a ramas transversales cubiertas de epífitas como resultado de sus patas y cola cortas, pero con largas garras. Generalmente es encontrada en el dosel y  en el interior de selvas maduras, pero visita con regularidad los bordes, crecimientos secundarios antiguos y hasta plantaciones con árboles o árboles dispersos cercas de bosques. Principalmente en altitudes entre 600 y 1800 m, localmente hasta los 2200 m (ocasionalmente 2500 m) o por debajo hasta los 300 m.

## Sistemática

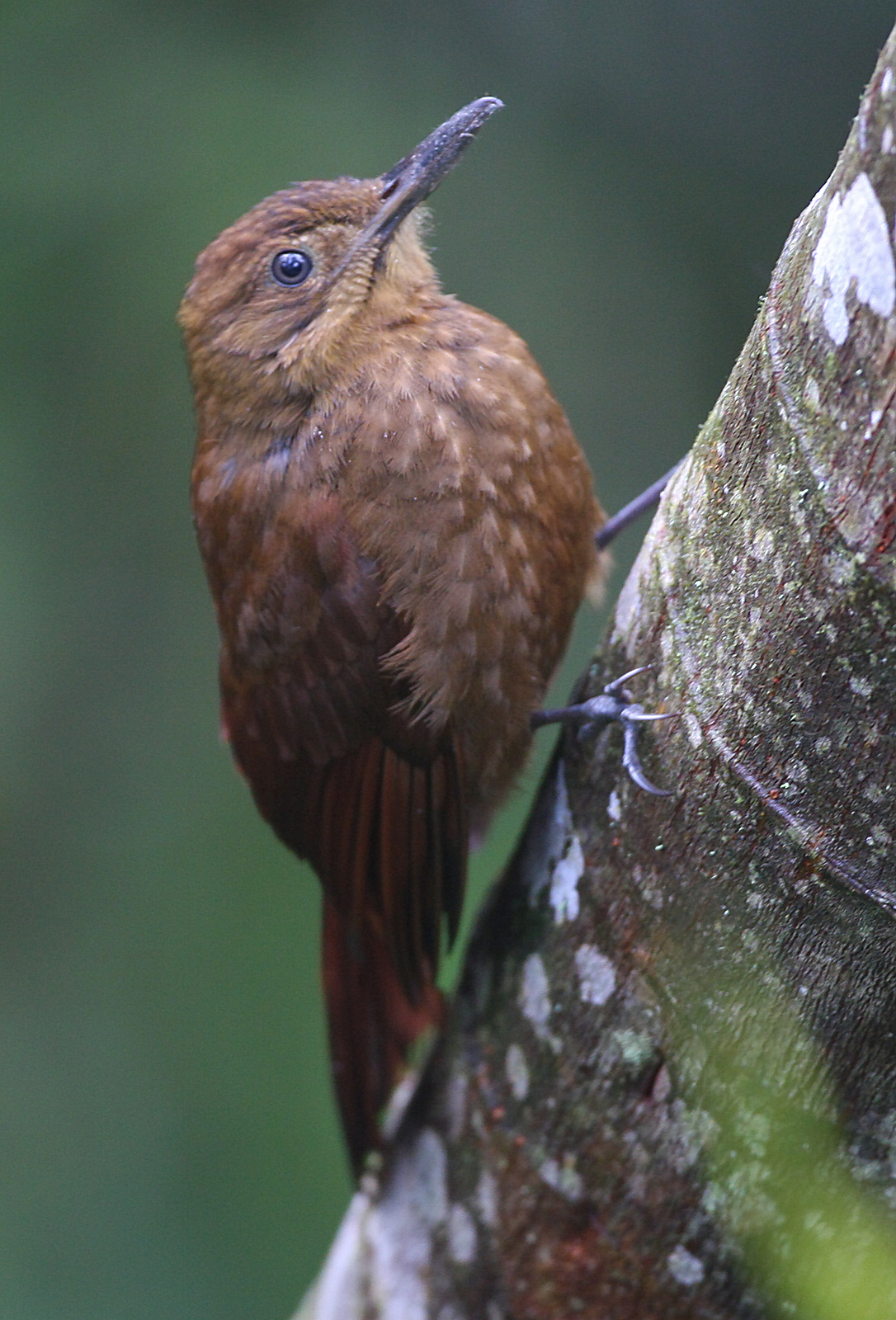
Xiphorhynchus erythropygius

### Descripción original
La especie X. erythropygius fue descrita por primera vez por el zoólogo británico Philip Lutley Sclater en 1860 bajo el nombre científico Dendrornis erythropygia; la localidad tipo es: «Veracruz y Oaxaca = Jalapa, Veracruz, México».

### Etimología
El nombre genérico masculino «Xiphorhynchus» se compone de las palabras del griego «ξιφος xiphos» que significa ‘espada’, y «ῥυγχος rhunkhos» que significa ‘pico’; y el nombre de la especie «erythropygius», se compone de las palabras del griego «ερυθρος eruthros» que significa ‘rojo’, y «πυγιος pugios» que significa ‘de rabadilla’.

### Taxonomía
El grupo de subespecies X. erythropygius aequatorialis es considerado como especie separada de la presente (el trepatroncos manchado sureño (Xiphorhynchus aequatorialis) por Aves del Mundo (HBW) y Birdlife International (BLI), con base en diferencias morfológicas y de vocalización. Sin embargo esto no es todavía reconocido por las principales clasificaciones. El Comité de Clasificación de Sudamérica (SACC), en la Propuesta No 964 rechazó la elevación a especie, a pesar de reconocer como bastante probable que el complejo X. erythropygius se trate de más de una especie, tal vez tres (con el grupo punctigula/insolitus), debido a la falta de datos conclusivos de vocalización y genéticos.
Es especie hermana de Xiphorhynchus triangularis, y algunas veces han sido consideradas conespecíficas, pero el tratamiento como especies separadas es soportado por evidencias moleculares, vocalizaciones diferentes y aparente ausencia de intergradación.

## Subespecies
Según las clasificaciones del Congreso Ornitológico Internacional (IOC) y Clements Checklist se reconocen cinco subespecies, divididas en dos grupos, con su correspondiente distribución geográfica:
- Grupo politípico erythropygius/parvus:
  - Xiphorhynchus erythropygius erythropygius (P.L. Sclater, 1860) – tierras altas del centro y sur de México (extremo sureste de San Luis Potosí e Hidalgo hacia el sur hasta el centro de Oaxaca, también en Guerrero).
  - Xiphorhynchus erythropygius parvus Griscom, 1937 – tierras altas del sur de México (extremo sureste de Oaxaca, Chiapas) y extremo noroeste de El Salvador al sur hasta el centro norte de Nicaragua; también localmente en el sur de Belice.

- Grupo politípico aequatorialis:
  - Xiphorhynchus erythropygius punctigula (Ridgway, 1889) – sureste de Nicaragua hacia el sur hasta el centro de Panamá (al este hasta Veraguas).
  - Xiphorhynchus erythropygius insolitus Ridgway, 1909 – centro y este de Panamá (al oeste hasta la Zona del canal) y noroeste de Colombia (hacia el sur a lo largo de la costa hasta el norte de Chocó, también en el bajo valle del Cauca en el centro de Antioquia, y en el medio valle del Magdalena hasta el norte de Caldas; también en la Serranía de San Lucas en Bolívar).
  - Xiphorhynchus erythropygius aequatorialis (Berlepsch & Taczanowski, 1884) – pendiente del Pacífico de los Andes occidentales desde el oeste de Colombia (al sur desde el centro de Chocó, también en el alto valle del Atrato) hacial el sur hasta el suroeste de Ecuador (al sur hasta el oeste de Loja).